# Luciliocline radicans
Luciliocline radicans là một loài thực vật có hoa trong họ Cúc. Loài này được (Benth.) M.O. Dillon & Sagást. mô tả khoa học đầu tiên năm 2003.